# 美麗安
美麗安（Melian），是英國作家約翰·羅納德·鲁埃爾·托爾金的史詩式奇幻小說《精靈寶鑽》中的人物。邁雅之一，美麗安的意思是「愛的禮物」美麗安是眾神之王曼威之妻-星辰女神瓦爾妲的近親。曾侍候過伊絲緹和威娜，她愛上精靈王庭葛，並協助他統治多瑞亞斯王國Doriath。
當庭葛遇上美麗安，就忘了帶領精靈前往維林諾的任務，在他的子民中失蹤了，那部分的帖勒瑞族被遺留在中土大陸，成為辛達族（Sindar）精靈。他們生了一個女兒，露西安·緹努維兒，露西安的後代融合了邁雅、精靈和人類血統。
當多瑞亞斯王國遭到魔苟斯大軍攻擊後，美麗安在王國周邊設下一道無人可越過的異空間，「美麗安環帶」Girdle of Melian，唯有人類英雄貝倫和巨狼卡黑洛斯曾經越過環帶。
庭葛死後，美麗安返回維林諾，待在羅瑞安花園中，思念死去的丈夫和女兒。